# 16900 Lozere
16900 Lozere este o planetă minoră (asteroid), cu un diametru de 10,23 km, din centura de asteroizi. A fost descoperită pe 27 februarie 1998 la observatoire des Pises⁠(d) de observatoire des Pises⁠(d) și a fost numită după Muntele Lozère. 
Obiectul prezintă o orbită caracterizată de o semiaxă mare de 3,0441644 UAi, o excentricitate de 0,1, o înclinație de 2,48606 ° în raport cu ecliptica.